# Oscar Omar Aparicio Céspedes
Oscar Omar Aparicio Céspedes (La Paz, 26 settembre 1959) è un arcivescovo cattolico boliviano, dal 24 settembre 2014 arcivescovo metropolita di Cochabamba e gran cancelliere dell'Università Cattolica Boliviana San Pablo.

## Biografia

### Formazione e ministero sacerdotale
Nel 1982 ha iniziato la sua formazione e gli studi di filosofia e teologia presso il seminario maggiore San Jerónimo di La Paz ed è stato ordinato sacerdote il 29 novembre 1987.
Successivamente ha ricoperto il ruolo di formatore nel medesimo seminario fino al 1990 per diventare formatore del seminario maggiore nazionale San José a Cochabamba.
Nel 1992 si è trasferito a Roma per proseguire glis tudi, conseguendo la licenza in teologia dogmatica nel 1994 presso la Pontificia Università Gregoriana.
Ritornato in Bolivia ha ricoperto nel seminario maggiore San Jerónimo il ruolo di direttore spirituale e rettore dal 1998 al 2002.

### Ministero episcopale
Il 29 maggio 2002 papa Giovanni Paolo II lo ha nominato vescovo ausiliare di La Paz, assegnandogli la sede titolare di Cizio.
Ha ricevuto l'ordinazione episcopale il 21 maggio successivo dalle mani dell'arcivescovo metropolita di La Paz Edmundo Luis Flavio Abastoflor Montero, co-consacranti il nunzio apostolico in Bolivia Ivo Scapolo e l'ordinario militare in Bolivia Gonzalo Ramiro del Castillo Crespo.
Il 6 novembre 2008 e il 18 settembre 2017 ha compiuto la visita ad limina.
Il 4 aprile 2012 papa Benedetto XVI lo ha nominato vescovo dell'ordinariato militare in Bolivia.
Nella Conferenza episcopale bolivana è stato nominato segretario generale dal 2009 al 2012, presidente dal 2012 al 2015 e successivamente vicepresidente fino al 2021; in qualità di presidente ha accolto papa Francesco nell'incontro con i vescovi boliviani durante il viaggio apostolico in Bolivia del 2015 ed è stato ricevuto in udienza insieme agli altri componenti il 24 novembre 2016.
Il 24 settembre 2014 papa Francesco lo ha promosso arcivescovo metropolita di Cochabamba; è succeduto a Tito Solari Capellari, dimessosi per raggiunti limiti d'età. Ha preso possesso dell'arcidiocesi il 20 gennaio 2015. Contestualmente è divenuto gran cancelliere dell'Università Cattolica Boliviana San Pablo. Ha ricevuto il pallio dalle mani del nunzio apostolico Giambattista Diquattro nel settembre 2015.
Nel 2014 ha partecipato alla III assemblea generale straordinaria del sinodo dei vescovi, dal tema: Le sfide pastorali sulla famiglia nel contesto dell'evangelizzazione e nel 2019 all'assemblea speciale per la regione panamazzonica, dal tema: Amazzonia: nuovi cammini per la chiesa e per una ecologia integrale.
Nel 2020, durante la pandemia di COVID-19, ha inviato un messaggio ai fedeli della sua arcidiocesi incoraggiando tutti a rispettare le norme di quarantena e sicurezza sanitaria anticontagio e invitando a praticare la carità verso i più bisognosi anche grazie all'opera della pastorale sociale che distribuisce gli aiuti umanitari.

## Genealogia episcopale e successione apostolica
La genealogia episcopale è:
- Cardinale Scipione Rebiba
- Cardinale Giulio Antonio Santori
- Cardinale Girolamo Bernerio, O.P.
- Arcivescovo Galeazzo Sanvitale
- Cardinale Ludovico Ludovisi
- Cardinale Luigi Caetani
- Cardinale Ulderico Carpegna
- Cardinale Paluzzo Paluzzi Altieri degli Albertoni
- Papa Benedetto XIII
- Papa Benedetto XIV
- Cardinale Enrico Enriquez
- Arcivescovo Manuel Quintano Bonifaz
- Cardinale Buenaventura Córdoba Espinosa de la Cerda
- Cardinale Giuseppe Maria Doria Pamphilj
- Papa Pio VIII
- Papa Pio IX
- Cardinale Alessandro Franchi
- Cardinale Giovanni Simeoni
- Cardinale Antonio Agliardi
- Cardinale Basilio Pompilj
- Cardinale Adeodato Piazza, O.C.D.
- Cardinale José Clemente Maurer, C.SS.R.
- Arcivescovo Edmundo Luis Flavio Abastoflor Montero
- Arcivescovo Oscar Omar Aparicio Céspedes

La successione apostolica è:
- Vescovo Carlos Enrique Curiel Herrera, Sch. P. (2019)
- Vescovo Juan Gómez (2019)
- Vescovo Víctor Iván Vargas Galarza (2021)